# 대한민국 민법 제940조의7
대한민국 민법 제940조의7은 위임 및 후견인 규정의 준용에 대한 민법 친족법 조문이다.

## 조문
제940조의7(위임 및 후견인 규정의 준용) 후견감독인에 대하여는 제681조, 제691조, 제692조, 제930조 제2항ㆍ제3항, 제936조 제3항ㆍ제4항, 제937조, 제939조, 제940조, 제947조의2 제3항부터 제5항까지, 제949조의2, 제955조 및 제955조의2를 준용한다.

## 같이 보기
- 후견인
- 감독인
- 대한민국 민법 제681조
- 대한민국 민법 제691조
- 대한민국 민법 제692조
- 대한민국 민법 제930조
- 대한민국 민법 제936조
- 대한민국 민법 제937조
- 대한민국 민법 제939조
- 대한민국 민법 제940조
- 대한민국 민법 제947조의2
- 대한민국 민법 제949조의2
- 대한민국 민법 제955조
- 대한민국 민법 제955조의2